# NGC 4929
NGC 4929 (другие обозначения — MCG 5-31-111, ZWG 160.113, DRCG 27-166, PGC 45027) — эллиптическая галактика (E1) в созвездии Волосы Вероники.
Этот объект входит в число перечисленных в оригинальной редакции «Нового общего каталога».